# Въоръжени сили на Картаген
Въоръжените сили на Картаген са сред 3-те най-силни въоръжени сили на античното Средиземноморие.
Водеща роля във въоръжените сили на Картаген играе военноморският флот, докато сухопътните сили са спомагателни и са съставени главно от чуждестранни наемници.